# توروبیا د سوریا
توروبیا د سوریا (به اسپانیایی: Torrubia de Soria) یکی از دهستان های اسپانیا است که در سریا واقع شده‌است.

## خصوصیات
توروبیا د سوریا ۵۲ کیلومترمربع مساحت و ۸۱ نفر جمعیت دارد.